# 2004年10月

## 10月31日
- 神舟六号飞船将于明年适当时候发射升空，飞行时间由1天增加到5天（具有飞行7天的能力），航天员由1名增加到两名。中国新闻网（页面存档备份，存于）
- 在伊拉克的日本人質香田證生被斬首的遺體被人發現。MSNBC（页面存档备份，存于）

## 10月30日
- 半岛电视台播放了一盘关于本·拉登的录像，在录像中他宣称对九一一袭击事件负责并且敦促美国政府停止对海外穆斯林的威胁才能避免其他的袭击。 波士顿环球邮报（页面存档备份，存于）（英文）

## 10月29日
- 卡西尼号土星探测器开始使用雷达探测"泰坦"（土卫六）可能含有水冰的表面。纽约时报（页面存档备份，存于）（英文）
- 之前报道一名日本人质在伊拉克被恐怖分子杀死，但日本方面说找到的尸体"似乎"不是那名人质的。路透社（页面存档备份，存于）（英文）
- 巴勒斯坦民族权力机构主席阿拉法特前往法国就医，这是他近三年来首次离开西岸。
- 中国人民银行宣布从即日起调高存贷款基准利率0.27个百分点，这是中国央行9年以来首次提高利率水平。
- 诺罗敦·西哈莫尼正式登基为柬埔寨国王。
- 欧盟领导人签署欧盟宪法条约。

## 10月28日
- 第二批赴南非野化训练的华南虎崽启程。央视国际（页面存档备份，存于）
- 印度尼西亚雅加达南区法院开庭审理“伊斯兰团”精神领袖阿布·巴卡尔·巴希尔涉嫌煽动、指使他人参与恐怖袭击案。新华网（页面存档备份，存于）

## 10月27日
- 四川省漢源縣爆發大規模農民暴動；數萬農民不滿壓低移民賠償標準，先到大渡河瀑布溝電站靜坐，阻止大壩截流，與武警衝突中有農民被打死，多人受傷；憤怒的農民和當地學生舉行近十萬人遊行示威，衝擊縣政府。政府發出通告，聲稱要嚴肅處理少數煽動群眾阻止國家重點工程建設，衝擊政府部門的不法分子。 聯合新聞網（页面存档备份，存于）

## 10月26日
- 美国国务卿鲍威尔接受凤凰卫视采访时说，台湾不是一个主权独立的国家，这一说法在台湾岛内引起媒体和政府的许多疑虑。
- 欧盟批准美国甲骨文公司以77亿美元收购其在商用软件领域的竞争对手仁科公司。新华网（页面存档备份，存于）
- 以色列议会通过沙龙提出的单边行动计划。新华网（页面存档备份，存于）
- 中国湖南长沙下午1时40分一辆公交车爆炸，50余人伤相当一部分是学生，无死亡报道新华网
- 卡西尼号土星探测器逼近土卫六，到达土卫六大气上方。新浪科技（页面存档备份，存于）

## 10月25日
- 瑞士冒险家迈克·霍恩完成历时两年多的环绕北极圈之旅，成为不借助机动交通工具实现绕北极之旅的世界第一人。 新京报（页面存档备份，存于）
- 泰国证实一名女孩死于禽流感，成为今年以来第12名死于禽流感的泰国人。新华网（页面存档备份，存于）
- 中度颱風納坦以每小時18公里的速度通過台灣東部海域，於25日上午九時到達花蓮東北方約80公里海面。近中心最大風速達十三級，到25日上午八時止台灣北部部份地區已出現300毫米以上之雨量。預計此颱風將繼續轉向東北方移動。台灣中央氣象局（页面存档备份，存于）

## 10月23日
- 日本东京北部附近新潟縣在下午发生日本气象厅地震规模6.8级大地震及多次6级以上强烈余震，目前至少25人死亡3人失踪，超过2000人受伤，28萬戶住家出现停電与通信中断，8万人緊急避難，新干线首次脱轨。 路透社（页面存档备份，存于）（英文）日經社[永久]（日文）
- 伊拉克发生汽车炸弹爆炸，10名伊拉克警察死亡。华盛顿邮报[]（英文）
- 喀布尔一名塔利班自杀炸弹客引爆炸弹炸死自己与1名12岁女孩儿，重伤6人。 CBC（页面存档备份，存于）（英文）

## 10月22日
- 韩国国会统一外交通商委员会通过一项有关慰安妇问题的决议，要求为二战期间的日军慰安妇恢复名誉，确保她们的人权。新华网（页面存档备份，存于）

## 10月20日
- 中国广播电影电视总局发布禁止播放用方言译制境外影视片的通知。联合早报（页面存档备份，存于）
- 印度尼西亚首位直选总统苏西洛·班邦·尤多约诺宣誓就职。中国日报
- 河南郑煤集团大平煤矿发生特大矿难。（页面存档备份，存于） 新浪网
- Ubuntu首個版本由Canonical有限公司發佈。

## 10月19日
- 缅甸突然更换总理，缅甸国家和平与发展委员会（和发会）已经同意总理钦纽退休，同时任命和发会第一秘书长梭温中将为缅甸新总理。湖南日报

## 10月18日
- 佛罗里达州提前展开了2004年美国总统选举的投票工作。每日甘肃（页面存档备份，存于）
- 日本首相小泉纯一郎再次声称，他将继续参拜靖国神社。新华网（页面存档备份，存于）

## 10月17日
- 白俄罗斯全民公决，77.3%的登记选民投票赞成现任总统卢卡申科再次连续竞选总统并取消现行宪法中有关总统任期不得超过两届的限制。新华网（页面存档备份，存于）
- 陕西省岐山县周公庙遗址，西周最高等级墓葬群的考古发掘工作正式开始。北京晨报（页面存档备份，存于）
- 巴塞罗那临床医学研究院医师佩德罗-阿伦索向外界宣称西班牙医学研究小组在人类历史上首次研制出了疟疾疫苗RTS。（页面存档备份，存于）
- 第59屆聯合國大會15日上午投票選出五個新的聯合國安理會非常任理事國，包括：阿根廷、丹麥、日本、希臘和坦桑尼亞 - 亞洲時報在線中文版

## 10月15日
- 前哥斯达黎加总统罗德里格斯在哥国首都机场遭逮捕，被扣上手铐。新华网（页面存档备份，存于）
- 10月15日－以色列从加沙地区撤军。

## 10月14日
- 9日发生的巴基斯坦2名中国工程师被绑架事件，于当地时间中午12时15分左右基本了结（页面存档备份，存于），32岁的王鹏遇害，49岁的王恩德受伤（页面存档备份，存于）
- 西哈努克退位，西哈莫尼被推举为柬埔寨新国王。 新华网（页面存档备份，存于）

## 10月13日
- 柬埔寨正式加入世界贸易组织。

## 10月11日
- 中国气象局发出公报，最新的监测结果表明，目前赤道附近的太平洋海域已进入厄尔尼诺现象，并在继续发展。北京晨报（页面存档备份，存于）
- 索马里过渡全国议会在内罗毕选举尤素福为索马里临时总统。大公报[]

## 10月10日
- 广东防治SARS科技攻关组的专家在“广东省传染性非典型肺炎（SARS）防治研究”科技成果的鉴定会上认定：果子狸是SARS冠状病毒的主要载体。新闻晨报（页面存档备份，存于）
- 黑龙江省发现树龄1200年的红豆杉。光明日报（页面存档备份，存于）
- 中華民國總統陳水扁發表國慶談話。他在談話中說到：海峽兩岸可以1992年九二香港會談作為基礎，尋求雖不完美、但可接受的方案，做為進一步推動協商談判的準備。聯合新聞網（页面存档备份，存于）

## 10月9日
- 2004年阿富汗总统选举举行。
- 毛里塔尼亚去年未遂政变首领萨拉赫·乌尔德·哈纳纳落网。新华网（页面存档备份，存于）
- 澳大利亚2004年选举结果出炉，霍华德率领澳大利亚自由党-国家党联盟赢得胜利，霍华德将第四次出任澳大利亚联邦总理。新浪网（页面存档备份，存于）

## 10月8日
- 珠穆朗玛峰国家级自然保护区立碑揭幕。新华网（页面存档备份，存于）
- 2004年诺贝尔和平奖揭晓。肯尼亚环境和自然资源部副部长、环境保护者旺加里·马塔伊女士获得奖项，这是诺贝尔和平奖首次颁发给环保领域人士。都市快报（页面存档备份，存于）
- 10月8日－10月9日－第五届亚欧首脑会议在越南首都河内举行。

## 10月7日
- 柬埔寨国民议会议长诺罗敦·拉那烈亲王在金边宣布，柬埔寨国王诺罗敦·西哈努克已经宣布退位。大公报[]
- 埃及西奈半岛发生爆炸事件。

## 10月6日
- 阿联酋石油部长说欧佩克原油产量已接近极限。
- 欧盟宣布将与土耳其展开正式的入盟谈判。

## 10月5日
- 2004年的诺贝尔物理学奖名单公布，美国科学家David J. Gross、H. David Politzer 和Frank Wilczek因发现强作用力中的渐进自由（asymptotic freedom）现象而获得此奖项。
- 美国否决了联合国安理会的一项旨在谴责以色列在加沙地带军事行动的决议案。以色列方面的军事行动已经造成至少70名巴勒斯坦人死亡。

## 10月4日
- 2004年的诺贝尔生理学或医学奖名单公布，美国科学家Richard Axel与Linda B. Buck因发现嗅觉系统的分子机制而共同获得这份奖项。诺贝尔奖官方网站（英文／瑞典文）（页面存档备份，存于）
- 苏西洛·班邦·尤多约诺正式当选印尼总统。
- 澳門巴士發生嚴重交通意外澳巴11路綫在嘉樂庇總督大橋與新福利33路綫巴士相撞。是澳門交通意外最多人受傷的事故。

## 10月3日
- 联合国秘书长安南要求以色列方面停止其在加沙地带的军事行动。

## 10月1日

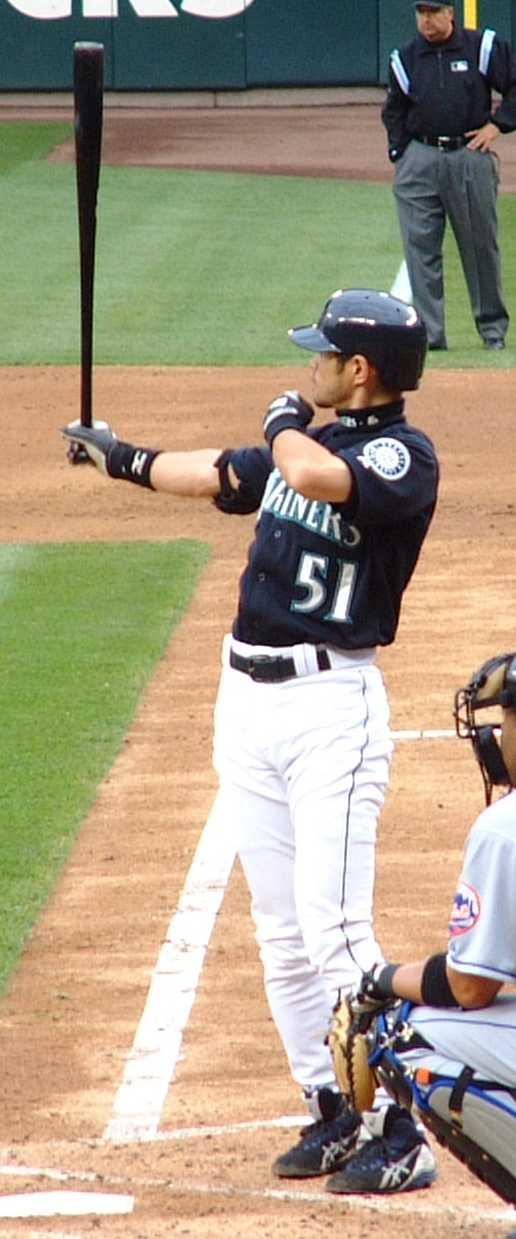
大聯盟單季安打紀錄保持人鈴木一朗

- 效力于美國職棒大聯盟西雅圖水手隊的日本棒球選手鈴木一朗打破了保持了84年之久的单季安打紀錄。
- 巴基斯坦伊斯兰堡东南的锡亚尔科特市的一座什叶派清真寺发生自杀式爆炸事件。